# Eranthemum splendens
Eranthemum splendens är en akantusväxtart som först beskrevs av T.Anders., och fick sitt nu gällande namn av Hort., August Siebert och Voss. Eranthemum splendens ingår i släktet Eranthemum och familjen akantusväxter. Inga underarter finns listade i Catalogue of Life.